# Cathedral Mountain, British Columbia
Cathedral Mountain är ett berg i provinsen British Columbia i Kanada. Det ligger i Yoho nationalpark i den sydöstra delen av provinsen, nära gränsen till Alberta. Toppen av berget ligger 3 189 meter över havet. Cathedral Mountain ingår i Bow Range.
Närmaste större samhälle är Lake Louise i Alberta, 15 km österut. 